# Arto Tunçboyacıyan
Arto Tunçboyacıyan (en armenio: Արտո Թունչբոյաջյան; Estambul, 4 de agosto de 1957) es un músico armenio, famoso dentro de la escena del folk avant-garde. Realizó más de 200 discos en Europa antes de su llegada a los Estados Unidos, donde inició colaboraciones con numerosas leyendas del jazz (como por ejemplo Chet Baker, Al Di Meola y Joe Zawinul). También ha trabajado con la artista turca Sezen Aksu, la cantante griega Elefthería Arvanitáki entre otros representantes de la world music. Su hermano, Onno Tunç también músico, causó en él una gran influencia.
Su álbum Aile Muhabbeti (2001) fue utilizado como banda sonora en dos películas: Hemşo (2001) y Mon père est ingénieur (2004). También ha compuesto la banda sonora de la película Le Voyage en Arménie (2006).
Con Ara Dinkjian formó a lo largo de los años 80 el grupo Night Ark, con el que llegaron a editar cinco discos.
De la colaboración con el también armenio Serj Tankian (cantante del grupo System of a Down) nació en 2003 el grupo Serart, con la intención de fusionar estilos musicales y explorar sonidos completamente nuevos. Además, siempre en relación con el grupo System of a Down, en su disco Toxicity hay una canción oculta en la que Arto interpreta un canto tradicional de la iglesia Armenia, así como la parte instrumental de Science.
En la actualidad, aparte de su carrera en solitario, lidera la Armenian Navy Band (ANB). En 2007 se embarcó en otro proyecto con músicos de todo el mundo, llamado Continental Breakfast.
Colaboró activamente con los certámenes de músicas minúsculas» organizados por el programa de M80Radio No somos nadie y posteriormente también hizo una pequeña actuación en Cuatro, en el programa el hormiguero junto con Pablo Motos, presentador de ambos programas.

## Discografía
- 1996: Tears of dignity (by Arto Tuncboyaciyan).
- 1996: Onno - Walking on the endless road (by Arto Tuncboyaciyan).
- 1999: Bzdik zinvor (by Arto Tuncboyaciyan).
- 2000: Every day is a new life (by Arto Tuncboyaciyan).
- 2001: Aile muhabbeti (by Arto Tuncboyaciyan).
- 2004: Sound of our life (Part 1): Natural Seeds (by Arto Tuncboyaciyan / Armenian Navy Band).
- 2005: Love is not in your mind (by Arto Tuncboyaciyan).
- 2005: Artostan (by Arto Tuncboyaciyan).
- 2005: How much is yours? (by Arto Tuncboyaciyan / Armenian Navy Band).
- 2006: Le voyage en Armenie by David Nalchajyan, Artyom Manookian, Vartan Grigorian, Arto Tuncboyaciyan, and Arman Jalalyan) (Soundtrack).